# Akodon pervalens
Akodon pervalens är en art i släktet fältmöss som förekommer i Sydamerika. Akodon pervalens listades en längre tid som en underart av Akodon sylvanus och tidvis som ett synonym till Akodon varius. Omkring året 1990 godkändes den som art.
Den första individen som undersöktes (holotyp) var 11,6 cm lång (huvud och bål) och hade en 9,3 cm lång svans. Bakfötterna var 2,5 cm långa och öronen var 1,9 cm stora. Viktuppgifter saknas. Pälsen på ovansidan bildas av mörka gråbruna hår med inslag av olivgrön. På undersidan är håren mörka nära roten och ljusbruna vid spetsen. Akodon pervalens har inga ringar av annan pälsfärg kring ögonen och inte heller vita punkter vid hakan.
Utbredningsområdet ligger i Bolivia vid Andernas östra sluttningar i departementen Chuquisaca och Tarija. Kanske når arten angränsande områden av Argentina. Den lever i regioner som ligger 900 till 2100 meter över havet. Habitatet varierar mellan fuktiga bergsskogar och mer eller mindre torra dalgångar. Akodon pervalens besöker även jordbruksmark.
Levnadssättet är inte känt.
Det är oklart hur det intensiva jordbruket påverkar arten. IUCN listar den med kunskapsbrist (DD).